# Nikomachos z Gerazy

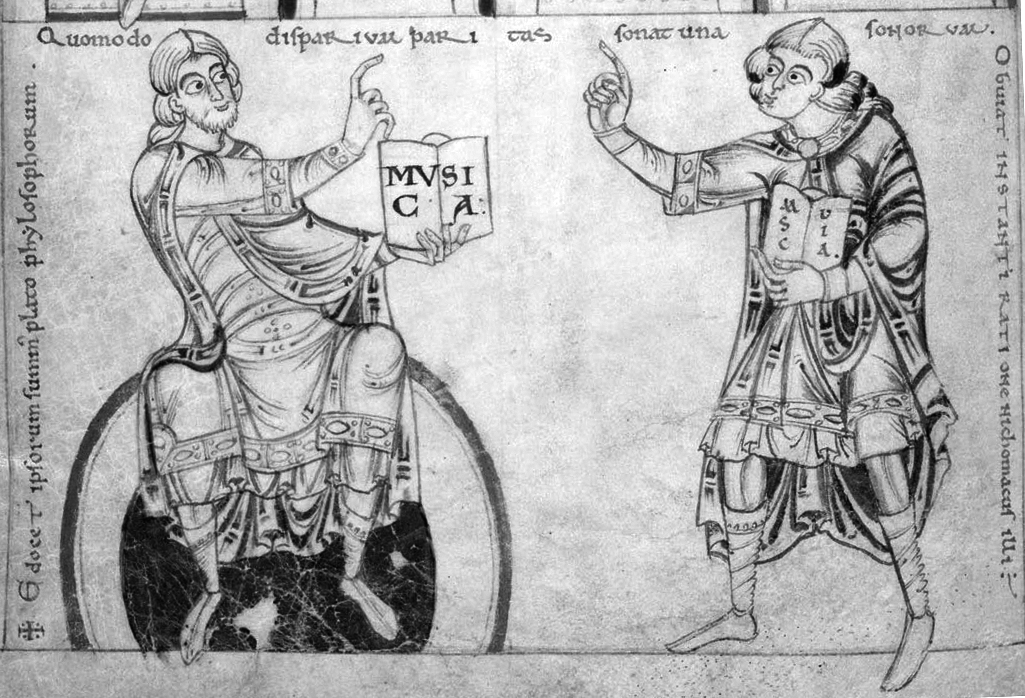
Nikomachos i Platon; anonimowy obraz z XII w.

Nikomachos z Gerazy (gr. Νικόμαχος ο Γερασηνός, działał w II w. n.e.; ur. w Gerazie w rzymskiej Arabii) – grecko-rzymski matematyk i filozof neopitagorejski o orientacji religijno-spekulatywnej,

## Dzieła
Z jego pism zachowały się:
- Wstęp do arytmetyki przetłumaczone na łacinę przez Apulejusza
- Podręcznik harmonii
- streszczenie Teologii arytmetycznej (sporządzone przez Focjusza)